# Sumbuji
La Sumbuji est une rivière de la république démocratique du Congo, et un affluent du Kasaï, donc un sous-affluent du Congo.

## Géographie
Elle coule principalement du ouest en est et se jette dans le Kasaï 50 km en aval de Tshikapa.